# Zampogna

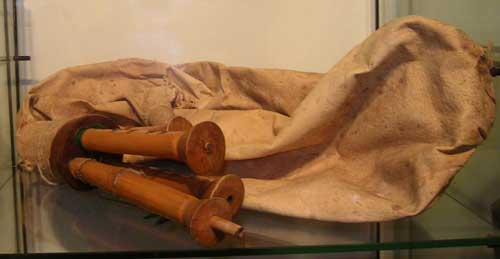
Zampogna en exhibición.

La zampogna es una pintoresca cornamusa italiana de doble puntero utilizada en la música folclórica del sur de Italia, en regiones tales como Sicilia, Abruzos, Calabria, Basilicata, Campania, Lacio, Molise. Este tipo de gaita se caracteriza por su gran tamaño y prevaleciente sonido de los ruidosos roncones. La tradición y creación de esta gaita se remonta a pueblos pastores en las regiones montañosas, siendo muy popular su uso en Navidad. A pesar de considerarse un instrumento muy endémico y casi en extinción, ha habido un resurgimiento espectacular con festivales folclóricos con temática medieval.

## Etimología
La palabra Zampogna está relacionada con la palabra griega "symphōnia" , que significa "sonido unísono".

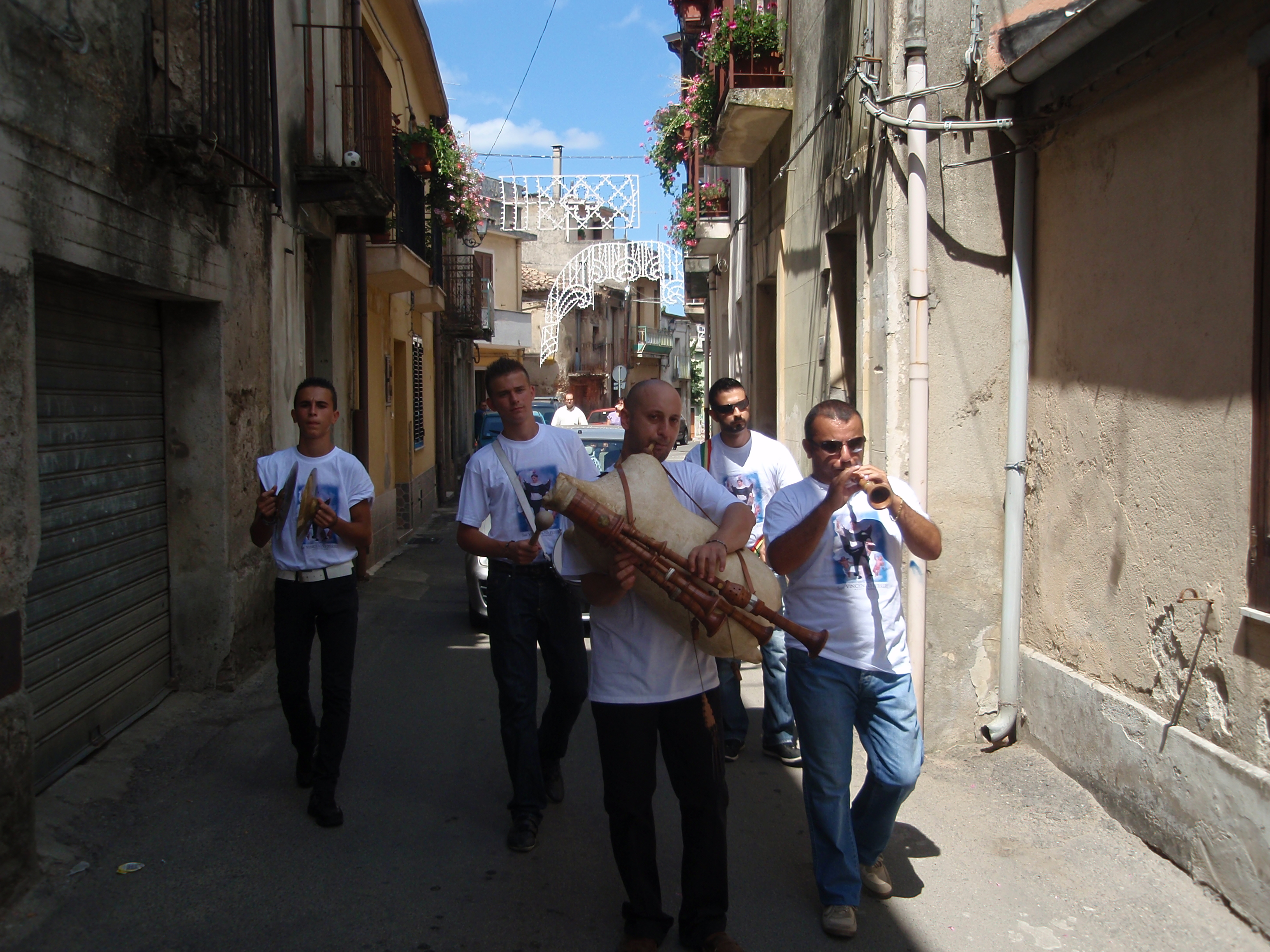
Banda de gaiteros tocando la zampogna.

### Construcción
Los punteros y roncones están fijados al fuelle o bolsa, que tradicionalmente se hace con cuerdo de cabra. La zampogna más común entre todas las regiones tiene 2 punteros, cada uno soprano y bajo, llamados "ritta" y "manga" correspondientemente, siendo los punteros hecho a partir de cañabrava. En la era moderna por razones higiénicas algunas regiones han optado por cambiar la fabricación del fuelle: del tradicional cuero de cabra a goma sintética, por razones higiénicas, debido a que si no se le hace el mantenimiento debido a la gaita le puede crecer fungo en el interior del fuelle, resultante a la humedad producida por constantemente soplar.

## Canciones populares que usan la zampogna
- Saltarello
- Tu scenti dalle stelle